# Esmeraldo Siqueira
Esmeraldo Homem Siqueira (Vilanova hoje chamada Pedro Velho, 16 de agosto de 1908 - 20 de junho de 1987) foi um médico e escritor brasileiro.
Formou-se em Medicina pela tradicional Faculdade do Recife, em 1933. Atuou como médico nos anos 30 na região do Seridó e em Natal.
No início dos anos 40 e até o final da década de 1970, trabalhou como professor de História Natural e de Língua e Literatura Francesa, respectivamente na Escola Normal e no Colégio Atheneu. Em seguida, ainda no magistério, participou da fundação das primeiras unidades da UFRN, como é o caso das Faculdades de Farmácia, Odontologia e Filosofia.
Ingressou, a convite, na Academia Norte-rio-grandense de Letras em 1949, ocupando a cadeira número 30, cujo patrono é Mons. Augusto Franklin. A partir de 1950, passou a colaborar no jornal Tribuna do Norte com artigos e poemas.
Morreu em Natal, em 20 de junho de 1987.

## Principais obras publicadas
Poesia
- Caminhos Sonoros (1941) [2]
- Novos Poemas (1950) [2]
- Trovas (1967) [2]
- Música no Deserto (1968) [4]
- Pretéritas (1968) [2]
- Poemas do Bem e do Mal (1984) [3]

História da literatura
- Gregos e Latinos na Literatura (1967) [2]
- História da Literatura Francesa (1969) [2]

Crítica literária
- Variações em Prosa (1968) [2]
- Do Meu Reduto Provinciano (1969) [2]

Filosofia
- Taine e Renan (1968) [2]

Memórias
- Roteiro de uma vida (1968) [2]
- Velhas Cartas (1969) [2]